# Robert White (Komponist)
Robert White, auch in der Schreibweise Robert Whyte vorkommend, (* um 1538; † begraben am 11. November 1574 in London) war ein englischer Komponist und Chormeister der Renaissance.

## Leben und Werk
White erwarb sich 1560 in Cambridge den Titel eines Musicae Baccalaureus. Von 1561 bis 1565 war er Chormeister an der Kathedrale von Ely. Anschließend wirkte er in gleicher Position an der Kathedrale von Chester und ab 1570 an der Westminster Abbey.
Von Robert White sind uns 17 lateinische Motetten, ein lateinisches Magnificat, zwei Klagelieder, acht Hymnen und einige Orgelstücke überkommen. Auch vier In Nomines für vier Gamben sind erhalten sowie sechs Fantasien, ursprünglich wohl ebenfalls für vier Gamben, in einer fragmentarischen Bearbeitung der drei Unterstimmen für Laute (für die fehlende Oberstimme existiert ein Rekonstruktionsversuch).
Viele seiner Motetten sind Vertonungen von Themen aus den Psalmen. Frederick Hudson charakterisiert Whites Kompositionen in der MGG folgendermaßen: Sie „zeichnen sich durch polyphone Meisterschaft und kanonischen Erfindungsreichtum aus; er benutzt Kanons nicht nur wie die früheren englischen Komponisten, um den Satz aufzulockern, sondern verwendet sie als strukturelle Gestaltungsmittel. […] White behandelt auf kühne Art die melodische Linienführung und die schreitenden Intervalle. Seine Rhythmik ist sehr frei. Die originellen Vorhaltsbildungen und andere dissonante Mittel wurden erst fünfzig Jahre später, bei Orlando Gibbons, Allgemeingut der Zeit.“
White starb infolge der Londoner Pestwirren von 1569 bis 1574 Anfang November 1574 und wurde am 11. November dieses Jahres beerdigt.